# Кандиано, Пьетро IV
Пьетро IV Кандиано (итал. Pietro IV Candiano); (? — 976, Венеция) — 22-й венецианский дож (959—976).
Пьетро IV был взят в соправители своим отцом, дожем Пьетро III Кандиано, однако быстро разошелся с ним. Конфликт между ними перерос в столкновения сторонников, Пьетро IV был схвачен и приговорен к смертной казни, однако по просьбе отца казнь заменили ссылкой. Пьетро IV завербовался наемником в войско Беренгара II, затем возглавил пиратов, заблокировавших устье реки По и захвативших не менее семи венецианских галер. После смерти Пьетро III Кандиано венецианцы выбрали его новым дожем. Через год после избрания Пьетро IV ограничил торговлю рабами.
В личной жизни Пьетро IV, привыкший к роскоши королевских дворов Европы, не хотел следовать венецианским экономным традициям. Он развелся со своей венецианской женой Иоанной, насильно постриг её в монахини. Также он настоял, чтобы их сын Виталий (Vitale Candiano) избрал духовную карьеру (он стал Патриархом Градо в 961 году). Вскоре он женился на Вальдраде, сестре тосканского маркиза, получив огромное приданое в виде земель в Фриули, Тревизо, Адрии и Ферраре. Поскольку земли принадлежали не республике, а лично дожу, то он находился в вассальной зависимости от императора Запада. Пьетро IV сделал своего сына Витале главой патриархии Градо, которой принадлежало большое количество земель вокруг Венеции, тем самым сосредоточив в руках всю светскую и церковную власть. Летом 976 года, когда дож обратился к подданным с просьбой защитить его личные интересы в Ферраре, возмущенные венецианцы напали на дворец. Атака была отбита. Тогда венецианцы, приготовив зажигательную смесь со смолой и получив согласие собственников, подожгли соседние дома, в результате чего пожар охватил дворец дожа и базилику Сан-Марко. Дож пытался спастись через базилику Сан-Марко, но вход был заблокирован венецианцами, которые убили Пьетро IV и его ребенка. Догарессе Вальдраде удалось спастись. Вскоре новый дож дал ей приданое, чтобы  не злить германского императора. Тело дожа и его ребенка было вывезено на скотобойню, однако после вмешательства некоего Джованни Градениго, дож и его ребенок были похоронены за пределами Венеции